# Ventilus
Ventilus is een geplande hoogspanningslijn die de Belgische transmissienetbeheerder Elia wil bouwen tussen Zeebrugge en Avelgem. De voorgestelde oplossing is een bovengrondse hoogspanningslijn die voor een belangrijk deel langs de autosnelweg A17 (E403) zou gebouwd worden. Het dossier zorgt in 2022 voor protest en problemen binnen de Vlaamse Regering.

## Aanleiding
De hoogspanningslijn moet:
- de groeiende elektriciteitsopwekking op de windmolenparken op de Noordzee naar het binnenland transporteren.
- als backup dienen voor de daarvoor in de jaren 2010 gebouwde hoogspanningslijn Horta

## Protest en politieke gevolgen
In de gemeenten waar de hoogspanningslijn zou passeren, is er protest. Naast de snelweg zijn de laatste decennia enkele grote kantoorgebouwen gebouwd waar de hoogspanningslijn dus dichtbij zou passeren.
Het protest heeft ook politieke gevolgen. De gemeenten waar de lijn zou passeren hebben meestal een burgemeester of een coalitie met CD&V, een partij die in West-Vlaanderen sterk staat. De burgemeesters van Zedelgem, Brugge, Torhout, Wingene, Lichtervelde en Oostkamp brachten samen een negatief advies over de startnota. Het dossier zorgt sinds 2022 voor grote spanning in de Vlaamse Regering, die moet beslissen over de aanleg.